# CISPR
CISPR ist das Comité international spécial des perturbations radioélectriques (offizielle Übersetzung: Internationales Sonderkomitee für Funkstörungen). Seine Mitglieder kommen teilweise aus dem IEC (International Electrotechnical Commission) und aus anderen Interessengruppen. Es wurde 1934 gegründet.

## Fachgruppen
Das CISPR besteht aus sechs aktiven Untergruppen, die sich mit folgenden Themen beschäftigen:
- A – Strahlungsmessungen und statistische Methoden
- B – Störungen bezüglich industriellen, wissenschaftlichen oder medizinischen Geräten, Energieversorgungsnetzen, Hochspannungsgeräten und Beförderung
- D – Störungen in motorbetriebenen (elektrischen und Verbrennungsmotoren) Fahrzeugen
- F – Störungen in Haushaltsgeräten und Beleuchtungsanlagen
- H – Grenzen zum Schutz der Radiosender
- I – Elektromagnetische Kompatibilität von IT-Ausrüstung (z. B. Computern), Multimedia/Hifi-Geräten und Funk-Empfängern

Die CISPR-Veröffentlichungen befassen sich mit normierten Störungs-Messmethoden für elektromagnetische Störungen. Sie schreiben beispielsweise Kabellängen, Gerätekonfigurationen und Erdungs- und Schirmmaßnahmen für Störungsmessungen vor, u. a. damit die Ergebnisse vergleichbar und reproduzierbar bleiben. Gleichzeitig wird auf Immunität gegenüber fremden Störungen eingegangen. Firmen können so von ihren Komponenten-Zulieferern einfach Konformität zu einer entsprechenden CISPR-Norm fordern, anstatt alle Messungen selber machen zu müssen (und dabei eine eigene Norm entwickeln zu müssen).

## Veröffentlichungen
Bisher wurden über 30 CISPR-Standards veröffentlicht. Einige der bekanntesten sind:
- CISPR 10 – Organization, Rules and Procedures of the CISPR. (1971)
- CISPR 11 – Industrial, Scientific and Medical (ISM) Radio-Frequency Equipment – Electromagnetic Disturbance Characteristics – Limits and Methods of Measurement.
- CISPR 12 – Vehicles, boats, and internal combustion engine driven devices -radio disturbance characteristics -limits and methods of measurement
- CISPR 14 – Electromagnetic Compatibility – Requirements for Household Appliance, Electric Tools, and Similar Apparatus: 1) Emissions, 2) Immunity.
- CISPR 16 – Specification for radio disturbance and immunity measuring apparatus and methods
- CISPR 20 – Sound and television broadcast receivers and associated equipment – Immunity characteristics – Limits and methods of measurement
- CISPR 25 – Radio disturbance characteristics for the protection of receivers used on board vehicles, boats, and on devices – Limits and methods of measurement.
- CISPR 32 - Electromagnetic compatibility of multimedia equipment - Emission requirements.

Nicht mehr gültige CISPR-Standards:
- CISPR 13 – Sound and television broadcast receivers and associated equipment – Radio disturbance characteristics – Limits and methods of measurement; wurde ersetzt durch CISPR 32
- CISPR 22 – Information Technology Equipment – Radio Disturbance Characteristics – Limits and Methods of Measurement.; wurde ersetzt durch CISPR 32

## Korrespondierende Standards
Die CISPR-Normen sind größtenteils in europäische Normen eingeflossen und in europäische Sprachen übersetzt. Für die Standards aus den USA gilt ähnliches. Der Grundnormenteil ist in ANSI-C63 und der Produktnormenteil in CFR47 (Code of Federal Regulations) von der FCC enthalten.
| Internationale Norm | Europäische Norm | Deutsche Norm                                                           |
| ------------------- | ---------------- | ----------------------------------------------------------------------- |
| CISPR xy            | EN 550xy         | DIN VDE 0876/0877-xy bzw. DIN VDE 0879-1 (CISPR 12) / 0879-2 (CISPR 25) |